# Conviasa
Conviasa (Consorcio Venezolano de Industrias Aeronáuticas y Servicios Aéreos) é uma empresa aérea estatal com sede em Caracas,Venezuela. Foi criada em 2004 com o objetivo de ser a principal linha aérea da Venezuela, já que que desde a liquidação da VIASA, em 1997 o país não tinha uma grande empresa aérea. Atualmente, a Conviasa é a única empresa aérea venezuelana a ter ligação direta com a Europa.

## História
Após a liquidação da Viasa em 1997, até então a companhia aérea de bandeira da Venezuela (privatizada em 1991), o país ficou carente de uma empresa aérea nacional de grande porte. A primeira proposta de criar uma estatal para suprir essa demanda começou em Maio de 2001, sendo posteriormente congelado em Dezembro do ano seguinte até o mês de Outubro de 2003. A empresa foi fundada oficialmente em 30 de Outubro de 2004, com um decreto do então presidente Hugo Chávez. O voo inaugural da Conviasa, entre Caracas e Porlamar a bordo de um De Havilland Canada Dash 7, deu-se em 20 de Novembro do mesmo ano. As operações regulares foram iniciadas no dia 10 de Dezembro.

## Frota Atual

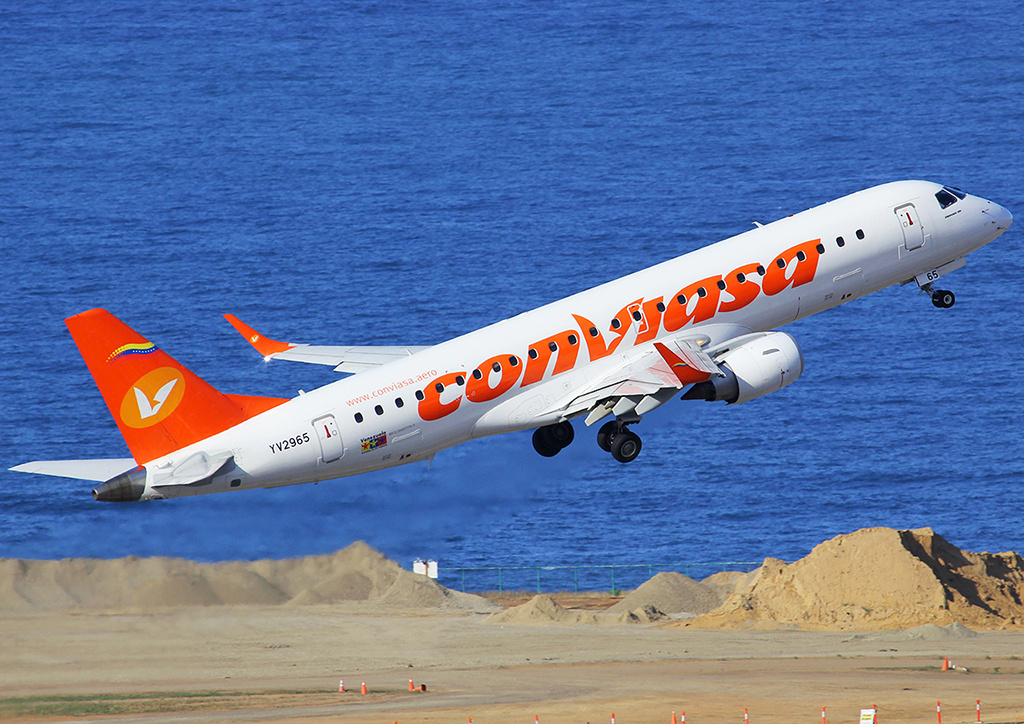
Embraer 190 da Conviasa.

Com a data de 14 de novembro de 2024 a Conviasa tem 24 aeronaves:
| Aeronave        | Quantidade |
| --------------- | ---------- |
| ATR 42-400      | 1          |
| Airbus A340-200 | 2          |
| Embraer E-190   | 16         |
| Airbus A319     | 1          |
| Airbus A340-600 | 3          |
| Total           | 24         |